# Обрізне
Обрізне́ — селище Амвросіївської міської громади Донецького району Донецької області, Україна.

## Загальні відомості
Відстань до райцентру становить близько 29 км і проходить переважно автошляхом Т 0509.
Територія села межує із землями с. Світлий Луч та Вишневе Старобешівського району Донецької області.
Унаслідок російської військової агресії із серпня 2014 р. Обрізне перебуває на території ОРДЛО.

## Населення
За даними перепису 2001 року населення селища становило 69 осіб, із них 24,64 % зазначили рідною мову українську та 75,36 % — російську.